# Anthems of Rebellion
Anthems of Rebellion är det melodiska death metalbandet Arch Enemys femte studioalbum, släppt den 23 juli 2003 och producerat av Andy Sneap. Albumet är gruppens andra med Angela Gossow som sångare och visar upp en mer thrash metal-orienterad stil jämfört med deras tidigare album. 

## Låtlista
Alla låtar skrivna av Arch Enemy.
| Nr  | Titel                       | Längd |
| --- | --------------------------- | ----- |
| 1.  | Tear Down the Walls         | 0:32  |
| 2.  | Silent Wars                 | 4:14  |
| 3.  | We Will Rise                | 4:06  |
| 4.  | Dead Eyes See No Future     | 4:14  |
| 5.  | Instinct                    | 3:36  |
| 6.  | Leader of the Rats          | 4:20  |
| 7.  | Exist to Exit               | 5:22  |
| 8.  | Marching on a Dead End Road | 1:16  |
| 9.  | Despicable Heroes           | 2:12  |
| 10. | End of the Line             | 3:35  |
| 11. | Dehumanization              | 4:15  |
| 12. | Anthem                      | 0:56  |
| 13. | Saints and Sinners          | 4:41  |

## Listplacering
| Lista (2003)  | Topplacering |
| ------------- | ------------ |
| Sverige       | 60           |
| Frankrike     | 83           |
| Nederländerna | 97           |

## Medverkande
Arch Enemy
- Angela Gossow – sång
- Michael Amott – gitarr, sång på spår 10 och 11
- Christopher Amott – gitarr
- Sharlee D'Angelo – bas
- Daniel Erlandsson – trummor

Övriga musiker
- Per Wiberg – keyboard